# Джоузеф Тирел
Джозеф Бър Тирел (на английски: Joseph Burr Tyrrell) е канадски геолог и картограф, изследовател на Канада.

## Ранни години (1858 – 1892)
Роден е на 1 ноември 1858 година в Уестън, провинция Онтарио, Канада, третото дете на Уилям и Елизабет Тирел. През 1880 завършва право в университета в Торонто. През 1881 постъпва на работа в Геоложката комисия на Канада и в продължение на много години изследва и картира големи части от Северна и Северозападна Канада.

## Експедиционна дейност (1892 – 1894)
През 1892 изследва района на север от горното течение на река Чърчил, като извършва маршрутна топографска снимка в дължина над 2000 км в райони, където дотогава не са прониквали европейски изследователи. Открива езерата Кри (57°30′ с. ш. 106°30′ з. д. / 57.5° с. ш. 106.5° з. д.), Блак Лейк (вторично, на изток от езерото Атабаска), Уоластън (вторично, Манито, 58°14′ с. ш. 103°19′ з. д. / 58.233333° с. ш. 103.316667° з. д.) и река Гики, вливаща се от югозапад в Уоластън.
През лятото на 1893, заедно с брат си Джеймс Тирел в ролята на топограф, преминава от езерото Атабаска на изток до езерото Блак Лейк, от него продължава на север-североизток и достига до езерото Дубонт, като по пътя открива езерата Селуин (60°02′ с. ш. 104°30′ з. д. / 60.033333° с. ш. 104.5° з. д.), Уолдайя, Кери и др. От езерото Дубонт се спуска по река Дубонт, протичаща през езерото Уортън (64°03′ с. ш. 99°51′ з. д. / 64.05° с. ш. 99.85° з. д.) и вливаща се от юг в река Телон и по Телон, езерото Бейкър и залива Честърфийлд достига до Хъдсъновия залив. Оттам, в началото на зимата, на ски двамата продължават на юг и картират западния бряг на залива до устието на река Нелсън на протежение около 600 км. Общия изминат път от двамата братя с индиански канута е около 3900 км, в т.ч. над 1600 км съпроводени с топографска снимка на откритите реки и проточни езера. През януари 1894 с шейни се добират до Уинипег.
През лятото на 1894 Джоузеф Тирел отново преминава от Централна Канада до Хъдсъновия залив, като избира нов маршрут, почти паралелен с миналогодишния, но малко по-на изток от него. Тръгва на север от езерото Ла Ронж (55°05′ с. ш. 105°04′ з. д. / 55.083333° с. ш. 105.066667° з. д., в горния басейн на река Чърчил), като открива и картира езерата Еленово (вторично, 6300 км2), Броше (на север от Еленовото езеро), Касба (60°20′ с. ш. 102°11′ з. д. / 60.333333° с. ш. 102.183333° з. д., в горното течение на река Казан), Ангикуни (62°13′ с. ш. 99°52′ з. д. / 62.216667° с. ш. 99.866667° з. д., в средното течение на Казан) и Яткайед (вторично, 62°40′ с. ш. 97°53′ з. д. / 62.666667° с. ш. 97.883333° з. д., в долното течение на Казан). От Яткайед продължава на изток и по река Фергюсън достига до Хъдсъновия залив. При спускането си по Фергюсън открива проточните ѝ езера Каминуриак и Каминак. От устието на Фергюсън тръгва на юг по брега и достига до устието на Чърчил.

## Следващи години (1894 – 1957)
През 1894 г. се оженва за Мария Едит Кери, от която има три деца: Мери (р. 1896), Джордж (р. 1900) и Томас (р. 1906). Мери Едит е основател и пръв президент (1921) на Женска асоциация на минната индустрия в Канада.
През 1898 Тирел се отправя за Клондайк, за да оцени и изчисли капацитета на откритите неотдавна златни находища и остава там до 1906 година, когато избухва златната треска. След завръщането си от Юкон основава в Торонто геоложко дружество за търсене на полезни изкопаеми. Едновременно с дружеството основава и минна компания „Kirkland Lake Gold Mining Company“, става неин председател и остава на този пост до 1955 г.
След пенсионирането си през 1927 закупува селскостопанска ферма, на чиято територия днес се намира зоопаркът на Торонто, и отглежда в нея ябълки.
Умира на 26 август 1957 година в Торонто на 98-годишна възраст.

## Отличия
- 1896 – премия на Британското кралско дружество;
- 1916 – медал „Мърчисън“ за теорията за древното заледяване на Канада, представена през 1897 г.;
- 1930 – почетен доктор по право от Университета в Торонто;
- 1933 – златен медал на Канадското кралско географско дружество;
- 1947 – медал от Британското кралско географско дружество за цялостната му дейност.

## Памет
Неговото име носят:
- водопад Тирел (62°49′ с. ш. 108°51′ з. д. / 62.816667° с. ш. 108.85° з. д.), Северозападни територии, на река Локхарт;
- връх Тирел (51°42′ с. ш. 115°50′ з. д. / 51.7° с. ш. 115.833333° з. д., 2758 м), щат Алберта;
- връх Тирел (50°02′ с. ш. 116°45′ з. д. / 50.033333° с. ш. 116.75° з. д., 2844 м), щат Британска Колумбия;
- връх Тирел (63°43′ с. ш. 140°04′ з. д. / 63.716667° с. ш. 140.066667° з. д., 1447 м), територия Юкон;
- град Тирел (54°36′ с. ш. 99°18′ з. д. / 54.6° с. ш. 99.3° з. д.), щат Манитоба;
- езеро Тирел (49°23′ с. ш. 112°16′ з. д. / 49.383333° с. ш. 112.266667° з. д.), щат Алберта;
- езеро Тирел (58°35′ с. ш. 106°32′ з. д. / 58.583333° с. ш. 106.533333° з. д.), щат Саскачеван;
- езеро Тирел (63°07′ с. ш. 105°27′ з. д. / 63.116667° с. ш. 105.45° з. д.), Северозападни територии;
- залив Терел Арм (62°27′ с. ш. 97°30′ з. д. / 62.45° с. ш. 97.5° з. д.), в югоизточната част на езерото Яткайед, територия Нунавут;
- река Тирел Крийк (устие, 51°40′ с. ш. 115°46′ з. д. / 51.666667° с. ш. 115.766667° з. д.), щат Алберта, ляв приток на река Ред Дир;
- река Тирел Крийк (устие, 61°55′ с. ш. 138°01′ з. д. / 61.916667° с. ш. 138.016667° з. д.), територия Юкон;
- палеонтоложкият музей в провинция Алберта;
- училище „J. B. Tyrrell“, в град Скарбъро, щат Онтарио.

## Трудове
- „Documents relating to the early history of Hudson Bay“, Toronto, 1931.